# Callimenellus maculatus
Callimenellus maculatus is een rechtvleugelig insect uit de familie sabelsprinkhanen (Tettigoniidae). De wetenschappelijke naam van deze soort is voor het eerst geldig gepubliceerd in 2005 door Gorochov & Voltshenkova.